# Antibes
Antibes je město v regionu Provence-Alpes-Côte d'Azur. V Antibes je stará pevnost. Město je situováno na pobřeží Středozemního moře a má kolem 72 tisíc obyvatel. Město je oblíbenou letní destinací a jezdí sem mnoho francouzských i zahraničních turistů. V exilu zde pobýval mj. i černohorský král Nikola I. Petrović-Njegoš se svou manželkou, královnou Milenou.

## Geografie
Sousední obce: Valbonne, Villeneuve-Loubet, Biot a Vallauris.

## Vývoj počtu obyvatel

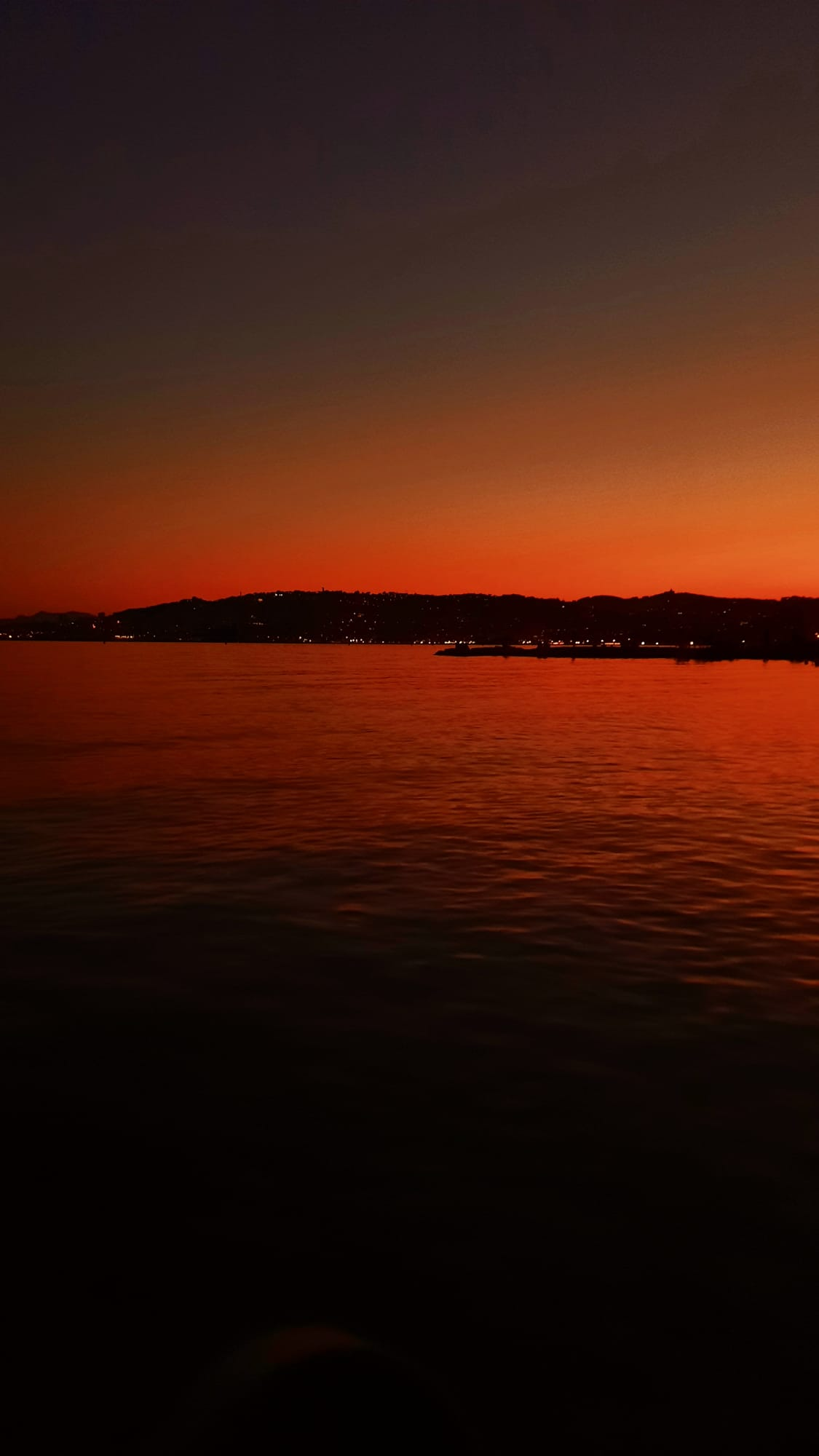
Pohled z jedné pláže ve čtvrti Juan-les-Pins

Počet obyvatel

## Partnerská města
- Ålborg, Dánsko
- Bodrum, Turecko
- Desenzano del Garda, Itálie
- Eilat, Izrael
- Kinsale, Irsko
- Newport Beach, Kalifornie, Spojené státy americké
- Olympia, Řecko
- Schwäbisch Gmünd, Německo